# Diceros
Diceros — рід носорогів, що включає живого чорного носорога (Diceros bicornis) і принаймні один вимерлий вид.
Вважається, що Diceros відгалужується від раннього виду Ceratotherium, зокрема C. neumayri. Однак навіть більш давній вид, ніж C. neumayri з міоцену, був поміщений у Diceros (D.australis). D. praecox вважається прямим предком чорного носорога.